# Rhomboda cristata
Rhomboda cristata là một loài thực vật có hoa trong họ Lan. Loài này được (Blume) Ormerod miêu tả khoa học đầu tiên năm 1995.